# LaSalle (stacja metra)
LaSalle – stacja metra w Montrealu, na linii zielonej. Obsługiwana przez Société de transport de Montréal (STM). Znajduje się w dzielnicy Verdun.